# Bathyteuthis abyssicola
Bathyteuthis abyssicola е вид главоного от семейство Bathyteuthidae. Видът не е застрашен от изчезване.

## Разпространение и местообитание
Разпространен е в Австралия, Албания, Алжир, Американски Вирджински острови, Ангола, Антарктида, Аржентина, Бахамски острови, Белиз, Бенин, Бермудски острови, Босна и Херцеговина, Бразилия, Британски Вирджински острови, Буве, България, Венецуела, Габон, Гамбия, Гана, Гватемала, Гвиана, Гвинея, Гвинея-Бисау, Гибралтар, Гърция, Демократична република Конго, Доминиканска република, Египет, Еквадор, Екваториална Гвинея, Западна Сахара, Йемен, Иран, Италия, Кайманови острови, Камерун, Кения, Колумбия, Коста Рика, Кот д'Ивоар, Куба, Либерия, Либия, Мавритания, Малта, Мароко, Мексико, Монако, Намибия, Нигерия, Никарагуа, Оман, Пакистан, Панама, Перу, Португалия, Пуерто Рико, Салвадор, Сан Марино, САЩ, Свалбард и Ян Майен, Сенегал, Сиера Леоне, Словения, Сомалия, Суринам, Того, Тунис, Търкс и Кайкос, Украйна, Уругвай, Фолкландски острови, Франция, Френска Гвиана, Френски южни и антарктически територии, Хаити, Хондурас, Хърватия, Хърд и Макдоналд, Черна гора, Чили, Южна Африка, Южна Джорджия и Южни Сандвичеви острови и Ямайка.
Обитава океани и морета в райони с тропически и субтропичен климат. Среща се на дълбочина от 49 до 5014 m, при температура на водата от 0 до 19,8 °C и соленост 33,9 – 36,6 ‰.